# Clos de Chantecoq

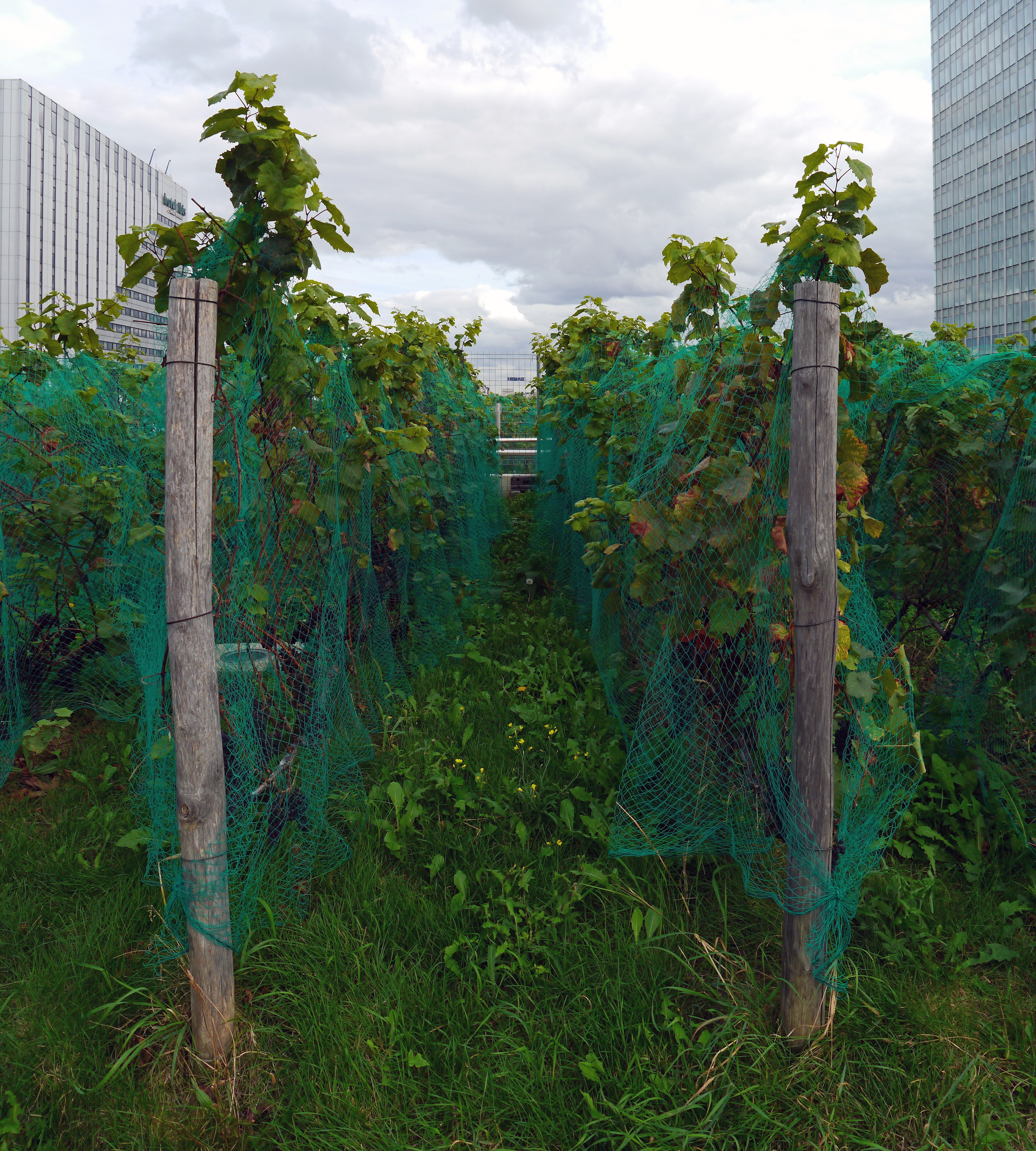
Quelques plants du clos de Chantecoq.

Le clos de Chantecoq est un petit domaine viticole créé à l'extrémité est de l'esplanade de la Défense, près de Paris, et qui tire son nom de la Butte de Chantecoq, un ancien hameau de Puteaux. Il est inauguré le 24 mai 2007 par l'EPAD.
D'une superficie de 1 000 m2, il comporte 350 pieds de chardonnay et 350 pieds de pinot noir. Le domaine est posé sur la dalle de béton de l'esplanade, dans 60 cm de terre importée du nord de l'Île-de-France.
La première vendange a eu lieu en octobre 2010.
Fin 2016, la vigne est supprimée pour être remplacée par Oxygen, une offre de restauration-afterwork et une offre événementielle. Les 315 pieds de pinot noir sont distribués gratuitement tandis que les 350 pieds de chardonnay sont replantés à Puteaux,.

## Sources
- « La vigne du Clos de Chantecoq », sur defense-92.fr.
- AFP, « Au milieu des tours de la Défense : Vendanges du clos de Chantecoq », sur pleinchamp.com.

1. ↑  « Venez récupérer un pied de vigne de La Défense avant sa disparition », sur defense-92.fr, 11 novembre 2016.
2. ↑  F.H., « Et si vous récupériez un pied de vigne de La Défense ? », Le Parisien, 11 novembre 2016.